# Зона Б-5
Зона Б-5 е жилищен комплекс в София.
Построен с най-модерни за времето си технологии, той представлява връх на социалистическото строителство – ЕПК и тухлено строителство. Намира се на ъгъла на бул. „Александър Стамболийски“ и ул. „Опълченска“. Сред местни е известен просто като „Зоната“, а заедно със съседните си квартали Зона Б-18 и Зона Б-19, трите са известни като „Зоните“.

## Местоположение
Жилищен комплекс Зона Б-5 е един от новите централни квартали в София, разположен в близост до площад „Руски паметник“. На юг граничи с кв. Красна поляна, на запад с кв. Разсадника, на север със Зона Б-18. През него преминават три големи пътни артерии – бул. „Ген. М. Д. Скобелев“, бул. „Александър Стамболийски“ и бул. „Тодор Александров“, които свързват квартала с останалата част на столицата.

## Архитектура и градоустройство
Кварталът започва да се застроява през 80-те години на 20 век като елитен и модерен квартал в центъра на града, предназначен основно да задоволи жилищните нужди на тогавашната художествено-творческа интелигенция. Строителството от този период е предимно от многоетажни и висококачествени блокове. Освен високите ЕПК сгради в квартала има и тухлени кооперации по продължение на бул. „Александър Стамболийски“. В началото на 21 век, между бул. „Тодор Александров“ и бул. „Александър Стамболийски“ са построени и множество нови жилищни и офис сгради.
Въпреки че е изключително гъсто застроен, поради преобладаващо високите блокове, кварталът е с много добро благоустройство, добре уредени и широки междублокови пространства на различни нива, подземни гаражи, тунели, пасажи. Това го прави изключително популярен за заснемане на видеа и фотосесии.

## Икономика, образование, здравеопазване
В ж.к. Зона Б-5, на ъгъла на бул. „Александър Стамболийски“ и ул. „Опълченска“ се намира търговският център Мол София (Mall of Sofia), който предлага както модерни магазини и кино, заведения за бързо хранене и ресторанти. В квартала има магазини на редица вериги като ЛИДЛ, „Билла“, КАМ, както и множество квартални магазинчета в блоковете. Кварталът е дом и на емблематичния бар „Тънка червена линия“.
В квартала има 4 училища – 30-о СОУ, Професионалната гимназия по машиностроене, Частна профилирана гимназия с интензивно изучаване на чужди езици „Езиков свят“, ЧНУ „Светлина“ на ул. „Одрин“ и бул. „Александър Стамболийски“, както и две детски градини – „Куики“ и „Лилия“. Тук се намират и Център за източни езици и култури (ЦИЕК) към СУ „Св. Климент Охридски“, както и Институт „Конфуций“ в София, находящи се в сградата на бившата Софийска техническа гимназия. В квартала се намират спортният комплекс „Спортна София 2000“, бизнес центърът „Блу Палас“ на ул. „Партений Нишавски“ и Медицински център „Авицена“ на същата улица.

## Парк „Възраждане“[2]
През 2014 г. започва облагородяване на част от квартала, в която се е намирала бившата вътрешноградска гара „Сердика“. Участъкът между бул. „Скобелев“, ул. „Партений Нишавски“ и ул. „Българска морава“ е превърнат в най-новия парк в София – парк „Възраждане“, по проект, финансиран от програма JESSICA на Европейския съюз. Част от парка е и емблематичната укрепена циркова площадка. Успоредно с проекта по обновление на парка се облагородява и разширява комплексът „Спортна София 2000“ като в него се изграждат допълнителни игрища за футбол, тенис, плажен волейбол, петанк, тенис на маса, както и ледена пързалка, която функционира през зимата.
През есента на 2019 г. бе изграден плувен комплекс, който използва минералния извор, находящ се в зоната на парка.

## Транспорт
В квартала се движат:
- Автобуси: 60, 74;
- Трамваи: 3, 8, 10;
- Тролейбуси: 1, 5;
- Метростанция Опълченска (метролинии М1 и М4)

## Пътища
| Път                          | Наречен на                                             | Местоположение |
| ---------------------------- | ------------------------------------------------------ | -------------- |
| „Александър Стамболийски“    | Александър Стамболийски (1879 – 1923), политик         | Карта          |
| „Брегалница“                 | Брегалница, река в Северна Македония                   | Карта          |
| „Българска Морава“           | Южна Морава, река в Северна Македония, Косово и Сърбия | Карта          |
| „Генерал Михаил Д. Скобелев“ | Михаил Скобелев (1843 – 1882), руски генерал           | Карта          |
| „Гюешево“                    | Гюешево, село в Кюстендилско                           | Карта          |
| „Д-р Георги Златаров“        | ?                                                      | Карта          |
| „Добруджански край“          | О, Добруджански край, военен марш                      | Карта          |
| „Инженер Иван Иванов“        | Иван Иванов (1891 – 1965), инженер и политик           | Карта          |
| „Йоаким Кърчовски“           | Йоаким Кърчовски (1750 – 1820), писател                | Карта          |
| „Одрин“                      | Одрин, град в Северозападна Турция                     | Карта          |
| „Осогово“                    | Осогово, планина в България и Северна Македония        | Карта          |
| „Партений Нишавски“          | Партений Зографски (1818 – 1876), духовник             | Карта          |
| „Позитано“                   | Вито Позитано (1833 – 1886), италиански дипломат       | Карта          |